# Liste des titres musicaux numéro un en France en 2024
Cette page liste les titres musicaux (singles et albums) numéros un en France pour l'année 2024 selon le Syndicat national de l'édition phonographique (SNEP).
- Les numéros un singles mégafusion sont issus de la fusion des écoutes en streaming et des ventes en téléchargement, comptés en « unités » et où 150 streams équivalent à une vente.
- Les numéros un albums mégafusion sont issus de la fusion des écoutes en streaming, des ventes physiques et des téléchargements, comptés en « unités » et où 1 000 streams moins 50 % des volumes du titre de l’album le plus streamé, équivalent à une vente.

Les ventes sont comptabilisées chaque semaine du vendredi au jeudi et la date notée dans cette liste est celle du vendredi suivant le dernier jour de ventes, comme cela apparaît sur le site du SNEP.

## Classement des singles
| No | Date         | Artiste                                        | Titre                | Réf    |
| -- | ------------ | ---------------------------------------------- | -------------------- | ------ |
| 1  | 5 janvier    | Jungeli, Abou Debeing, Imen Es, Alonzo & Lossa | Petit génie          | [ 1 ]  |
| 2  | 12 janvier   | Jungeli, Abou Debeing, Imen Es, Alonzo & Lossa | Petit génie          | [ 2 ]  |
| 3  | 19 janvier   | Jungeli, Abou Debeing, Imen Es, Alonzo & Lossa | Petit génie          | [ 3 ]  |
| 4  | 26 janvier   | Jungeli, Abou Debeing, Imen Es, Alonzo & Lossa | Petit génie          | [ 4 ]  |
| 5  | 2 février    | Jungeli, Abou Debeing, Imen Es, Alonzo & Lossa | Petit génie          | [ 5 ]  |
| 6  | 9 février    | Jungeli, Abou Debeing, Imen Es, Alonzo & Lossa | Petit génie          | [ 6 ]  |
| 7  | 16 février   | Pierre Garnier                                 | Ceux qu'on était     | [ 7 ]  |
| 8  | 23 février   | Werenoi & Damso                                | Pyramide             | [ 8 ]  |
| 9  | 1er mars     | Pierre Garnier                                 | Ceux qu'on était     | [ 9 ]  |
| 10 | 8 mars       | Pierre Garnier                                 | Ceux qu'on était     | [ 10 ] |
| 11 | 15 mars      | Pierre Garnier                                 | Ceux qu'on était     | [ 11 ] |
| 12 | 22 mars      | Benson Boone                                   | Beautiful Things     | [ 12 ] |
| 13 | 29 mars      | Benson Boone                                   | Beautiful Things     | [ 13 ] |
| 14 | 5 avril      | Benson Boone                                   | Beautiful Things     | [ 14 ] |
| 15 | 12 avril     | Benson Boone                                   | Beautiful Things     | [ 15 ] |
| 16 | 19 avril     | Benson Boone                                   | Beautiful Things     | [ 16 ] |
| 17 | 26 avril     | FloyyMenor & Cris MJ                           | Gata Only            | [ 17 ] |
| 18 | 3 mai        | KeBlack & Franglish                            | Boucan               | [ 18 ] |
| 19 | 10 mai       | Carbonne                                       | Imagine              | [ 19 ] |
| 20 | 17 mai       | Carbonne                                       | Imagine              | [ 20 ] |
| 21 | 24 mai       | Carbonne                                       | Imagine              | [ 21 ] |
| 22 | 31 mai       | Carbonne                                       | Imagine              | [ 22 ] |
| 23 | 7 juin       | Carbonne                                       | Imagine              | [ 23 ] |
| 24 | 14 juin      | Carbonne                                       | Imagine              | [ 24 ] |
| 25 | 21 juin      | Carbonne                                       | Imagine              | [ 25 ] |
| 26 | 28 juin      | Gims & Dystinct                                | Spider               | [ 26 ] |
| 27 | 5 juillet    | Gims & Dystinct                                | Spider               | [ 27 ] |
| 28 | 12 juillet   | Gims & Dystinct                                | Spider               | [ 28 ] |
| 29 | 19 juillet   | Gims & Dystinct                                | Spider               | [ 29 ] |
| 30 | 26 juillet   | Gims & Dystinct                                | Spider               | [ 30 ] |
| 31 | 2 août       | Gims & Dystinct                                | Spider               | [ 31 ] |
| 32 | 9 août       | Gims & Dystinct                                | Spider               | [ 32 ] |
| 33 | 16 août      | Gims                                           | Sois pas timide      | [ 33 ] |
| 34 | 23 août      | Gims                                           | Sois pas timide      | [ 34 ] |
| 35 | 30 août      | Gims                                           | Sois pas timide      | [ 35 ] |
| 36 | 6 septembre  | Gims                                           | Sois pas timide      | [ 36 ] |
| 37 | 13 septembre | Gims                                           | Sois pas timide      | [ 37 ] |
| 38 | 20 septembre | Gims                                           | Sois pas timide      | [ 38 ] |
| 39 | 27 septembre | Gims                                           | Sois pas timide      | [ 39 ] |
| 40 | 4 octobre    | SDM                                            | Pour elle            | [ 40 ] |
| 41 | 11 octobre   | SDM                                            | Pour elle            | [ 41 ] |
| 42 | 18 octobre   | SDM                                            | Cartier Santos       | [ 42 ] |
| 43 | 25 octobre   | SDM                                            | Cartier Santos       | [ 43 ] |
| 44 | 1er novembre | SDM                                            | Cartier Santos       | [ 44 ] |
| 45 | 8 novembre   | SDM                                            | Cartier Santos       | [ 45 ] |
| 46 | 15 novembre  | SDM                                            | Cartier Santos       | [ 46 ] |
| 47 | 22 novembre  | Damso & Kalash                                 | Alpha                | [ 47 ] |
| 48 | 29 novembre  | Stromae & Pomme                                | Ma meilleure ennemie | [ 48 ] |
| 49 | 6 décembre   | Gazo                                           | Nanani Nanana        | [ 49 ] |
| 50 | 13 décembre  | Gazo                                           | Nanani Nanana        | [ 50 ] |
| 51 | 20 décembre  | Gazo                                           | Nanani Nanana        | [ 51 ] |
| 52 | 27 décembre  | Gazo                                           | Nanani Nanana        | [ 52 ] |

## Classement des albums
| No | Date         | Artiste           | Titre                         | Unités | Réf     |
| -- | ------------ | ----------------- | ----------------------------- | ------ | ------- |
| 1  | 5 janvier    | Jul               | La route est longue           | 11 271 | [ 53 ]  |
| 2  | 12 janvier   | Jul               | La route est longue           | 9 667  | [ 54 ]  |
| 3  | 19 janvier   | Jul               | La route est longue           | 8 228  | [ 55 ]  |
| 4  | 26 janvier   | Jul               | Décennie                      | 24 351 | [ 56 ]  |
| 5  | 2 février    | Zola & Koba LaD   | Frères ennemis                | 16 941 | [ 57 ]  |
| 6  | 9 février    | PLK               | Chambre 140 (Part. 3)         | 38 156 | [ 58 ]  |
| 7  | 16 février   | Booba             | Ad vitam æternam              | 15 175 | [ 59 ]  |
| 8  | 23 février   | Dadju et Tayc     | Héritage                      | 29 096 | [ 60 ]  |
| 9  | 1er mars     | Werenoi           | Pyramide                      | 13 532 | [ 61 ]  |
| 10 | 8 mars       | Les Enfoirés      | On a 35 ans !                 | 85 649 | [ 62 ]  |
| 11 | 15 mars      | Les Enfoirés      | On a 35 ans !                 | 26 077 | [ 63 ]  |
| 12 | 22 mars      | Les Enfoirés      | On a 35 ans !                 | 12 521 | [ 64 ]  |
| 13 | 29 mars      | Les Enfoirés      | On a 35 ans !                 | 7 702  | [ 65 ]  |
| 14 | 5 avril      | Beyoncé           | Cowboy Carter                 | 9 192  | [ 66 ]  |
| 15 | 12 avril     | Green Montana     | Saudade                       | 9 533  | [ 67 ]  |
| 16 | 19 avril     | Beyoncé           | Cowboy Carter                 | 8 455  | [ 68 ]  |
| 17 | 26 avril     | Taylor Swift      | The Tortured Poets Department | 46 160 | [ 69 ]  |
| 18 | 3 mai        | Taylor Swift      | The Tortured Poets Department | 10 546 | [ 70 ]  |
| 19 | 10 mai       | Dua Lipa          | Radical Optimism              | 19 501 | [ 71 ]  |
| 20 | 17 mai       | Slimane           | Essentiels                    | 9 490  | [ 72 ]  |
| 21 | 24 mai       | Billie Eilish     | Hit Me Hard and Soft          | 27 710 | [ 73 ]  |
| 22 | 31 mai       | Théodort          | Imad                          | 12 183 | [ 74 ]  |
| 23 | 7 juin       | SCH               | JVLIVS Prequel : Giulio       | 42 784 | [ 75 ]  |
| 24 | 14 juin      | Jul               | Mise à jour                   | 43 989 | [ 76 ]  |
| 25 | 21 juin      | Lacrim            | Veni Vidi Vici                | 19 031 | [ 77 ]  |
| 26 | 28 juin      | Soprano           | Freedom                       | 16 397 | [ 78 ]  |
| 27 | 5 juillet    | Imagine Dragons   | Loom                          | 10 953 | [ 79 ]  |
| 28 | 12 juillet   | Jul               | Mise à jour                   | 5 955  | [ 80 ]  |
| 29 | 19 juillet   | Enhypen           | Romance : Untold              | 7 212  | [ 81 ]  |
| 30 | 26 juillet   | Stray Kids        | Ate                           | 17 992 | [ 82 ]  |
| 31 | 2 août       | Maes              | La vie continue               | 5 715  | [ 83 ]  |
| 32 | 9 août       | Stray Kids        | Ate                           | 4 793  | [ 84 ]  |
| 33 | 16 août      | Maes              | La vie continue               | 4 124  | [ 85 ]  |
| 34 | 23 août      | Billie Eilish     | Hit Me Hard and Soft          | 4 025  | [ 86 ]  |
| 35 | 30 août      | Sabrina Carpenter | Short n' Sweet                | 10 354 | [ 87 ]  |
| 36 | 6 septembre  | Sabrina Carpenter | Short n' Sweet                | 4 800  | [ 88 ]  |
| 37 | 13 septembre | Indochine         | Babel Babel                   | 55 404 | [ 89 ]  |
| 38 | 20 septembre | Indochine         | Babel Babel                   | 18 739 | [ 90 ]  |
| 39 | 27 septembre | Tiakola           | BDLM Vol. 1                   | 23 802 | [ 91 ]  |
| 40 | 4 octobre    | Mylène Farmer     | Nevermore                     | 36 704 | [ 92 ]  |
| 41 | 11 octobre   | SDM               | À la vie à la mort            | 22 456 | [ 93 ]  |
| 42 | 18 octobre   | SDM               | À la vie à la mort            | 19 399 | [ 94 ]  |
| 43 | 25 octobre   | Werenoi           | Pyramide 2                    | 27 742 | [ 95 ]  |
| 44 | 1er novembre | Ninho & Niska     | GOAT                          | 34 605 | [ 96 ]  |
| 45 | 8 novembre   | The Cure          | Songs of a Lost World         | 20 678 | [ 97 ]  |
| 46 | 15 novembre  | Julien Doré       | Imposteur                     | 32 528 | [ 98 ]  |
| 47 | 22 novembre  | Linkin Park       | From Zero                     | 31 344 | [ 99 ]  |
| 48 | 29 novembre  | Pierre Garnier    | Chaque seconde                | 11 493 | [ 100 ] |
| 49 | 6 décembre   | Gazo              | Apocalypse                    | 40 683 | [ 101 ] |
| 50 | 13 décembre  | SCH               | JVLIVS : Tome 3 - Ad Finem    | 48 319 | [ 102 ] |
| 51 | 20 décembre  | Jul               | Inarrêtable                   | 16 827 | [ 103 ] |
| 52 | 27 décembre  | Jul               | Inarrêtable                   | 13 636 | [ 104 ] |

## Les meilleurs scores de l'année
Voici la liste des meilleurs scores de singles et d'albums de l'année.

### Singles
| N° | Artiste                                        | Titre                              |
| -- | ---------------------------------------------- | ---------------------------------- |
| 1  | Gims & Dystinct                                | Spider                             |
| 2  | Jungeli, Abou Debeing, Imen Es, Alonzo & Lossa | Petit génie                        |
| 3  | Carbonne                                       | Imagine                            |
| 4  | Benson Boone                                   | Beautiful Things                   |
| 5  | Gims                                           | Sois pas timide                    |
| 6  | Pierre Garnier                                 | Ceux qu'on était                   |
| 7  | Booba & SDM                                    | Dolce Camara                       |
| 8  | FloyyMenor & Cris MJ                           | Gata Only                          |
| 9  | Disturbed                                      | The Sound of Silence (Cyril Remix) |
| 10 | Dadju & Tayc                                   | I Love You                         |
| 11 | Teddy Swims                                    | Lose Control                       |
| 12 | KeBlack & Franglish                            | Boucan                             |
| 13 | Gazo & Tiakola                                 | Mami Wata                          |
| 14 | Franglish                                      | Position                           |
| 15 | KeBlack                                        | Aucune attache                     |
| 16 | Favé & Gazo                                    | Flashback                          |
| 17 | Íñigo Quintero                                 | Si No Estás                        |
| 18 | Soolking & Gazo                                | Casanova                           |
| 19 | Sabrina Carpenter                              | Espresso                           |
| 20 | KeBlack                                        | Laisse-moi                         |

### Albums
| N° | Artiste         | Titre                         |
| -- | --------------- | ----------------------------- |
| 1  | Werenoi         | Pyramide                      |
| 2  | PLK             | Chambre 140                   |
| 3  | Indochine       | Babel Babel                   |
| 4  | Billie Eilish   | Hit Me Hard and Soft          |
| 5  | Pierre Garnier  | Chaque seconde                |
| 6  | Zaho de Sagazan | La Symphonie des éclairs      |
| 7  | Les Enfoirés    | On a 35 ans !                 |
| 8  | SDM             | À la vie à la mort            |
| 9  | Taylor Swift    | The Tortured Poets Department |
| 10 | Jul             | Mise à jour                   |
| 11 | Jul             | La route est longue           |
| 12 | Gazo & Tiakola  | La mélo est gangx             |
| 13 | Jul             | Décennie                      |
| 14 | Slimane         | Essentiels                    |
| 15 | Dadju & Tayc    | Héritage                      |
| 16 | Werenoi         | Carré                         |
| 17 | SCH             | JVLIVS Prequel : Giulio       |
| 18 | Tiakola         | BDLM Vol. 1                   |
| 19 | Bouss           | Depuis le temps               |
| 20 | Santa           | Recommence-moi                |